# カトマイ山
カトマイ山（カトマイさん、英語: Mount Katmai）はアメリカ合衆国・アラスカ州にある火山。
カトマイ国立公園内にある火山で、標高2047m。国立公園の名前は、この山からとられた。山頂にはノバルプタの1912年噴火によって形成されたカルデラ湖がある。